# Arp 274
Arp 274 = NGC 5679 ist eine Gruppe von drei Galaxien im Sternbild Virgo. Es ist nicht abschließend geklärt, ob die Galaxien miteinander wechselwirken oder ob sie sich in unterschiedlicher Entfernung befinden und nur zufällig auf derselben Sichtlinie liegen. Das Fehlen von für gravitativ interagierende Systeme typischen Verformungen sowie Messungen der Radialgeschwindigkeit lassen eher auf Letzteres schließen. 
Halton Arp gliederte seinen Katalog ungewöhnlicher Galaxien nach rein morphologischen Kriterien in Gruppen. Dieses Galaxientriplett gehört zu der Klasse Doppelgalaxien mit verbundenen Armen.
Das Objekt wurde am 12. Mai 1793 von Wilhelm Herschel entdeckt.